# Manolita Arriola
Manuela Arriola López (El Rosario, Sinaloa, 6 de marzo de 1919-Ciudad de México, 27 de octubre de 2004), conocida artísticamente como Manolita Arreola, Manolita Arriola, Manuelita Arreola o Manuelita Arriola, fue una cantante y actriz mexicana. También fue conocida como «La Versátil» por su facilidad para cantar géneros diferentes como el bolero, la ranchera y el tango. Es considerada una de las grandes boleristas de los años 1931 a 1945, conocida como época de oro.
En la década de los años cuarenta fue la primera cantante mexicana que vistió el traje de china poblana en una gira por Sudamérica, en compañía de varios artistas entre ellos Pedro Vargas. Durante sus giras internacionales el presidente Manuel Ávila Camacho llevaba consigo a esta cantante. 
Fue el año 1940 cuando Manolita surge a la popularidad gracias a sus grabaciones de canciones como «Chula» de Juan S. Garrido, notable músico chileno que se destacó por sus profundos estudios del folclore mexicano. El triunfo de la intérprete sería más tarde refrendado con sus grabaciones de obras debidas a la inspiración de autores como Rafael Hernández «El Jibarito» y Pedro Flores, entre otras: «Serenata tropical», «Amor perdido», «Canción del alma» y «Amor chiquito». 
Fue hermana de Cecilia Celia Arriola López, la primera esposa de Guillermo Bermejo Araujo, fundador del Trío Calaveras, quien además fue la fuente de inspiración del compositor Juan S. Garrido para su famosa melodía En un bosque de la China. 

## Su carrera cinematográfica
En la industria cinematográfica trabajó en las siguientes películas:
- Juan sin miedo, 1938;
- La virgen roja, 1943;
- ¡Viva mi desgracia!, 1944;
- Se la llevó el Remington, 1948.

## Su carrera en la radio
En la naciente industria radiofónica, Manolita Arriola apareció en las series musicales que la Colgate y Palmolive realizaban diariamente en vivo en la XEW y XEQ, y que eran transmitidas por Radio Programas de México.
La última entrevista que se conoce de ella se dio para el Canal 2 de Televisa en el programa Hoy, de Guillermo Ochoa; se le hizo un llamado de Parral, Chihuahua, felicitándola de que era originaria de Parral, pero ella lo dijo claramente que era originaria de El Rosario, Sinaloa, México.
A principios de la década de 1940 Manolita también colaboró con Los Panchos Trio, Nestor Mesta Chayres y John Serry Sr. en el programa de radio "Viva América" para la cadena de radio CBS. El programa "Viva América" se transmitió en vivo desde la ciudad de Nueva York por "La Cadena de las Américas" y Voice of America a más de veinte países de América del Sur durante la Segunda Guerra Mundial con el fin de crear buenas relaciones diplomáticas con los Estados Unidos de América.